# Изель (ураган)
Ураган «Изель» (англ. Hurricane Iselle) — восьмой мощный тропический циклон, прошедший по Большому острову Гавайи. «Изель» зародился в районе на юго-западе Мексики 31 июля. Взяв курс на запад, благоприятным атмосферным условия позволили ему постепенно укрепиться и достичь статуса урагана на следующий день после формирования. Продолжая прогрессировать в течение нескольких дней вплоть до 4 августа, «Изель» достиг пика интенсивности с максимальным ветром в 220 км/ч (140 миль в час) и минимальным атмосферным давлением 947 мбар (гПа; 27.96 рт. ст.), что сделало его ураганом 4 категории. После этого, «Изель» столкнулся с враждебными условиями окружающей среды, быстро ослабившими его до подхода к берегу Большого острова 7 августа — до тропического шторма умеренной интенсивности. Пройдя по острову, «Изель» рассеился 9 августа.
По всем Гавайям были приняты меры предосторожности, а 2 августа губернатор штата Нил Эберкромби подписал экстренное воззвание, и многочисленные государственные учреждения были закрыты. Несколько авиакомпаний отменили рейсы, обслуживающие архипелаг. После подхода к берегу, «Изель» принес с собой проливные дожди и сильные ветры, приведшие к многочисленным перебоям в подаче электроэнергии, падению деревьев и тяжелым повреждениям сельскохозяйственных культур, по некоторым оценкам на 53 миллионов долларов США. Кроме этого, один человек был убит в ходе наводнения на Кауаи.